# Мис „Вселена“
„Мис Вселѐна“ (на английски: Miss Universe) е ежегоден международен конкурс за красота, един от първите по рода си и един от най-престижните конкурси за красота в света. Конкурсът „Мис Вселена“ се появява в САЩ през 1952 г. В него участват жени от 18 до 28-годишна възраст. Официалните изискванията да са неомъжени и без деца, отпадат през началото на 2021 г.. За участие се допускат бременни жени, майки с деца и омъжени и разведени жени. Участничките, не трябва да фигурират в никакви откровени снимки или видеозаписи. Всяка година конкурсът „Мис Вселена“ се излъчва в над 150 страни на живо пред милиарди зрители от американския телевизионен канал Ен Би Си и Фокс Бродкастинг Къмпани.
До 2015 г. организацията „Мис Вселена“ е притежание на американския милиардер Доналд Тръмп. През септември 2015 г. Тръмп откупува дяловете на Ен Би Си и продава „Мис Вселена“ и „Мис САЩ“ на WME-IMG. Това се случва няколко месеца след като Ен Би Си отказва да предава „Мис САЩ“ и заявява желание да прекрати съвместната работа с Тръмп, след неговите коментари за мексиканските емигранти по време на речта му, в която обявява кандидатурата си за президент.
Този конкурс се явява конкуренция на конкурсите „Мис Свят“, който е създаден във Великобритания през 1951 г., Двата конкурса са включени в двете групи на най-престижните конкурси за красота в света:
- „Голямата четворка“: „Мис Вселена“, „Мис Свят“, „Мис Интернешънъл“ и „Мис Гранд Интернешънъл“.
- „Големият шлем“ на сайта „Глобална красота“: „Мис Вселена“, „Мис Свят“, „Мис Интернешънъл“, „Мис Гранд Интернешънъл“.[2][3]

## Победителки в конкурса Мис Вселена след 2000 г.
| Година | Снимка | Мис Вселена                                                    | Име на конкурса                    | Страна                 | Място на провеждане на конкурса |
| ------ | ------ | -------------------------------------------------------------- | ---------------------------------- | ---------------------- | ------------------------------- |
| 2021   |        | Харнааз Каур Сандху                                            | Мис Индия                          | Индия                  | Ейлат                           |
| 2020   |        | Андреа Меса                                                    | Мис Мексико                        | Мексико                | Холивуд                         |
| 2019   |        | Зозибини Тунзи                                                 | Мис Южна Африка                    | Южна Африка            | Атланта                         |
| 2018   |        | Катриона Грей                                                  | Мис Филипини                       | Филипини               | Банкок                          |
| 2017   |        | Деми-Лий Нел-Питърс                                            | Мис Южна Африка                    | Южна Африка            | Лас Вегас                       |
| 2016   |        | Ирис Митнаер                                                   | Мис Франция                        | Франция                | Манила                          |
| 2015   |        | Пия Вурцбах                                                    | Мис Филипини                       | Филипини               | Лас Вегас                       |
| 2014   |        | Паулина Вега                                                   | Мис Колумбия                       | Колумбия               | Маями                           |
| 2013   |        | Габриела Ислер                                                 | Мис Венецуела                      | Венецуела              | Москва                          |
| 2012   |        | Оливия Кулпо                                                   | Мис САЩ                            | САЩ                    | Лас Вегас                       |
| 2011   |        | Лейла Лопес                                                    | Мис Ангола                         | Ангола                 | Сао Пауло                       |
| 2010   |        | Химена Наварете                                                | Мис Мексико                        | Мексико                | Лас Вегас                       |
| 2009   |        | Стефания Фернандес                                             | Мис Венецуела                      | Венецуела              | Насау                           |
| 2008   |        | Даяна Мендоса                                                  | Мис Венецуела                      | Венецуела              | Ня Чанг                         |
| 2007   |        | Рийо Мори                                                      | Мис Вселена Япония                 | Япония                 | Мексико Сити                    |
| 2006   |        | Сулейка Ривера                                                 | Мис Пуерто Рико                    | Пуерто Рико            | Лос Анджелис                    |
| 2005   |        | Наталия Глебова                                                | Мис Вселена Канада                 | Канада                 | Банкок                          |
| 2004   |        | Дженифър Хоукинс                                               | Мис Вселена Австралия              | Австралия              | Кито                            |
| 2003   |        | Амелия Вега                                                    | Мис Вселена Доминиканска република | Доминиканска република | Панама Сити                     |
| 2002   |        | Оксана Фьодорова (с отнета корона поради защита на дисертация) | Мис Русия                          | Русия                  | Сан Хуан                        |
| 2002   |        | Хустина Пасек                                                  | Мис Панама                         | Панама                 | Сан Хуан                        |
| 2001   |        | Дениз Киньонес                                                 | Мис Пуерто Рико                    | Пуерто Рико            | Баямон                          |
| 2000   |        | Лара Дута                                                      | Мис Вселена Индия                  | Индия                  | Никозия                         |

- Мис Вселена 1999
Mпуле Kвелагобе
Ботсвана
- Мис Вселена 1998
 Уенди Фицвилиам
Тринидад и Тобаго
- Мис Вселена 1997
Брук Лий
САЩ
- Мис Вселена 1993
Даянара Торес
Пуерто Рико
- Мис Вселена 1991
Лупита Джоунс
Мексико
- Мис Вселена 1989
Aнжела Висер 
Холандия
- Мис Вселена 1987
Сесилия Болоко
Чили
- Мис Вселена 1984
Ивон Райдинг
Швеция
- Мис Вселена 1980
Шаун Уедърли
САЩ
- Мис Вселена 1977
Жанел Комисионг
Тринидад и Тобаго
- Мис Вселена 1976
Рина Mор
Израел
- Мис Вселена 1973
Mаргарита Mоран
Филипини
- Мис Вселена 1969
Глория Диас
Филипини
- Мис Вселена 1967
Силвия Хичкок
САЩ
- Мис Вселена 1959
Акико Коджима
Япония
- Мис Вселена 1956
Карол Морис
САЩ
- Мис Вселена 1953
Кристиан Мартел
Франция
- Мис Вселена 1952
Арми Куусела
Финландия